# Geopachyiulus lepineyi
Geopachyiulus lepineyi är en mångfotingart som beskrevs av Karl Wilhelm Verhoeff 1936. Geopachyiulus lepineyi ingår i släktet Geopachyiulus och familjen kejsardubbelfotingar. Inga underarter finns listade i Catalogue of Life.